# Anglo-Amerikanska fördraget
Anglo-Amerikanska fördraget (även Londonavtalet 1818 och Londonfördraget 1818, engelska Anglo-American Convention of 1818 och London Convention of 1818) var ett avtal mellan USA och Storbritannien. Fördraget ingicks 1818 och reglerade kommersiella dispyter mellan länderna och gränsen mellan Brittiska Nordamerika och USA men innehöll även ett avtal om gemensam kolonisering av Oregonterritoriet. 

## Bakgrund
Efter Louisianaköpet år 1803 behövde gränsen mellan USA och Kanada väster om de Stora sjöarna fastslås.  Det förelåg dessutom även kommersiella dispyter mellan länderna och konflikter kring Oregonterritoriet.

## Fördraget

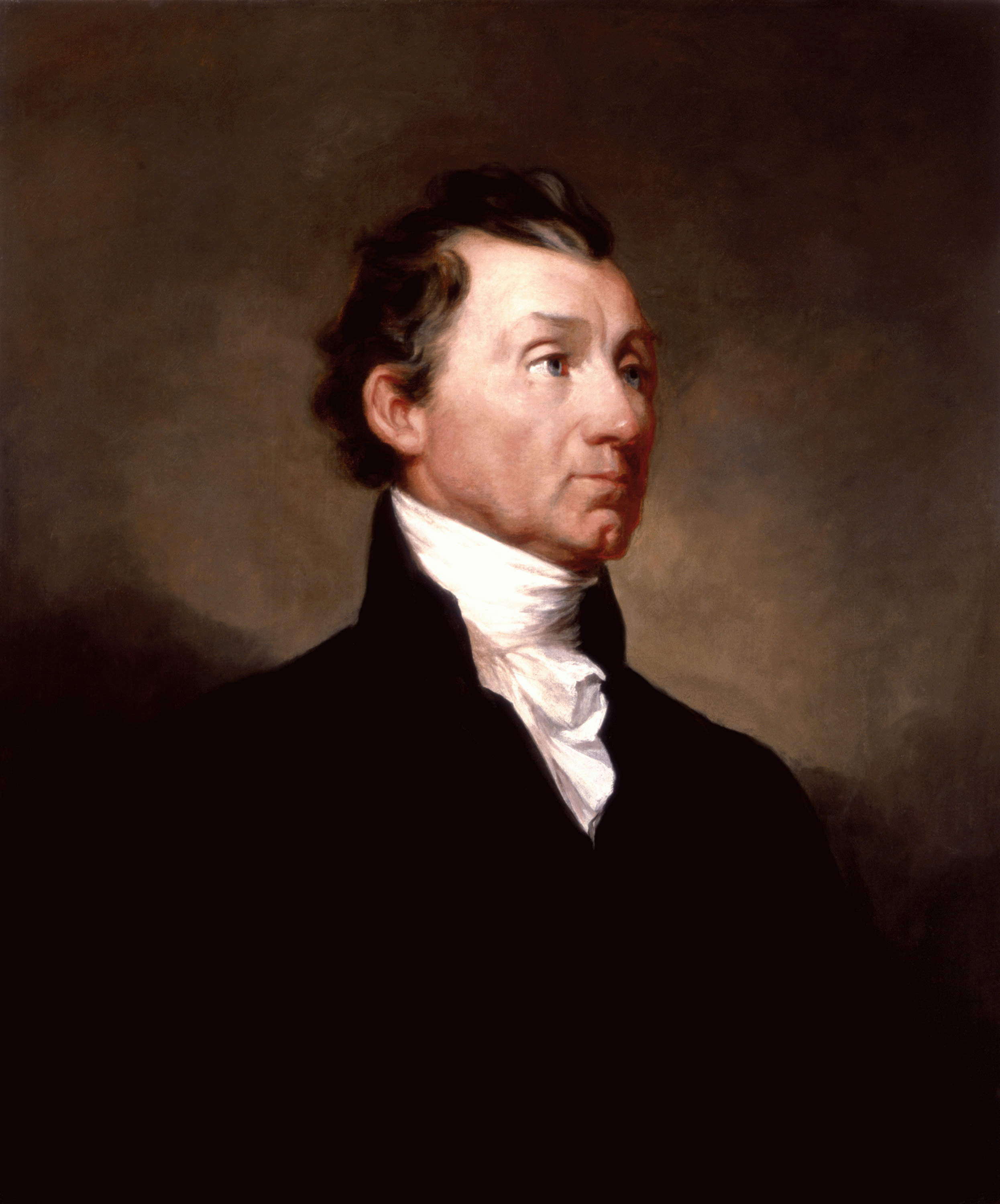
James Monroe.

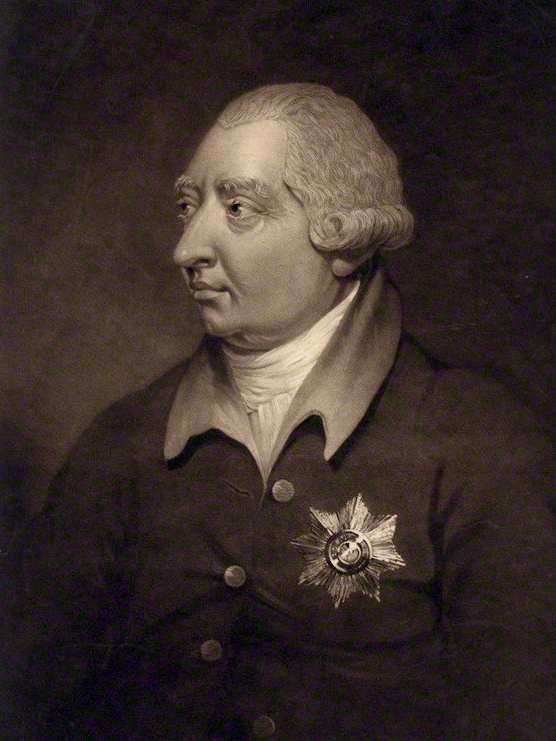
Georg III.

Förhandlingarna fördes mellan brittiske Frederick John Robinson och Henry Goulburn under kung Georg III av Storbritannien och amerikanske Albert Gallatin och Richard Rush under president James Monroe.
Fördraget kallas ofta också för "Fördraget om fiske, gränser och återförande av slavar" (Convention respecting fisheries, boundary, and the restoration of slaves, Convention of Commerce (Fisheries, Boundary and the Restoration of Slaves) utifrån dess innehåll. Fördraget reglerade ländernas fiskerättigheter utanför Newfoundland och Labradorhalvön, handelsregler mellan länderna och handläggningen av de slavar som befann sig på brittiskt territorium vid tiden för 1812 års krig.
Fördraget omfattar 6 paragrafer och undertecknades i London den 20 oktober 1818.
Avtalet ratificerades av Storbritannien och USA och länderna utbytte ratifikationerna vid en ceremoni i London den 30 januari 1819.

### Gränsreglering

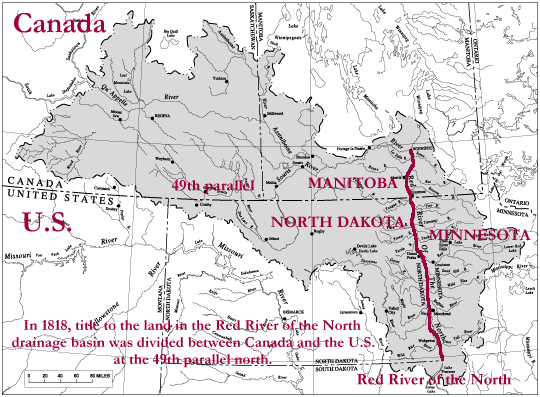
Områdena kring Red River.

Avtalet reglerade gränsen mellan USA och brittiska Kanada. Gränsen fastslogs längs latitud 49° N från Klippiga bergen och genom Lake of the Woods. USA avstod delar av dagens Alberta kring Milk River och Saskatchewan och erhöll istället stora delar av södra Manitoba kring Red River of the North och Red River Colony. Trots att USA avstod de norra yttersta delarna i Louisianaköpet innebar fördraget ändå ett bidrag till USA:s territoriella expansion då arealen i de erhållna områdena omfattade cirka 119 795 km². Avtalet omfattade dagens:
- delar av North Dakota
- delar av South Dakota
- delar av Minnesota

### Oregonterritoriet
Avtalet innebar också en överenskommelse om en gemensam kolonisering av Oregonterritoriet (dagens Washington, Oregon, Idaho och delar av Montana och Wyoming samt British Columbia). Denna del av avtalet gällde för 10 år.

### Fotnoter
1. 1 2 3   Lexum Laboratory, University of Montreal Arkiverad 25 mars 2009 hämtat från the Wayback Machine. (läst 4 januari 2011)
2. 1 2 3 4   Cambridge University Press (läst 4 januari 2011)
3. 1 2 3 4 5   The Canadian Encyclopedia Arkiverad 15 februari 2010 hämtat från the Wayback Machine. (läst 4 januari 2011)
4. ↑   U.S. State Department (läst 4 januari 2011)